# Сражение при Форт-Сандерс
Сражение при Форт-Сандерс (англ. The Battle of Fort Sanders) было решающим сражением Ноксвильской кампании американской гражданской войны. Оно произошло 29 ноября 1863 года у города Ноксвилл, штат Теннесси. Генерал Конфедерации Джеймс Лонгстрит пытался взять штурмом укреплённые позиции федерального генерала Бернсайда, но штурм был отбит с тяжёлыми потерями, что вынудило в итоге Лонгстрита снять осаду Ноксвилла.

## Предыстория
Осенью 1863 года, пока генерал Брэкстон Брэгг осаждал Чаттанугу (Теннесси), отряд генерала Лонгстрита был послан к Ноксвиллу, чтобы помешать федеральной Огайской армии Бернсайда прийти на помощь Чаттануге. Бернсайд смог избежать разгрома в сражении при Кэмпбелс-Стейшен, после чего он отступил к Ноксвиллу и 17 ноября началась осада Ноксвилла. Лонгстрит решил, что наиболее удобным местом для атаки является форт Сандерс и запланировал штурм на 20 ноября, но затем решил отложить атаку и дождаться подкреплений. В итоге была организована атака силами трёх бригад: Бенжамена Хемфрейза, Гуди Брайана (бывшая бригада Пола Семмса) и Солона Раффа (бывшая бригада Уоффорда).
Федеральные инженеры под командованием Орландо По возвели несколько бастионов округ Ноксвилла. Одним из них был форт Сандерс, находящийся западнее города. Форт был назван в часть бригадного генерала Уильяма Сандерса, который был смертельно ранен в перестрелке около Ноксвилла 18 ноября 1863 года. Форт был окружён рвом, шириной 3,7 метра и глубиной 2,4 метра. За рвом находилась почти вертикальная стена, которая поднималась на 4,6 метров над уровнем рва. Внутри форта находилось 12 орудий и 440 солдат 79-го нью-йоркского пехотного полка.

## Сражение
Атака началась 29 ноября в 06:30, но она была плохо спланирована и плохо реализована. Лонгстрит не вполне понимал, с чем столкнётся его пехота в ходе наступления. Через подзорную трубу он наблюдал, как северяне переходят ров, но не сообразил, что они пользуются мостками, а сделал вывод о том, что ров совсем неглубокий. Он так же полагал, что можно будет обойтись без лестниц, и подняться на земляные стены форта, пробив в земле ступени.
Южане подошли к форту на 120—150 ярдов под ночным дождём и снегом и стали ждать приказа на атаку. Когда же атака началась, то она получилась «жестокая и ужасная по понятиям XIX века». Сначала южане столкнулись с телеграфной проволокой, натянутой между пнями на уровне колена. Предположительно, это было первое использование проволоки в качестве заграждения в ходе Гражданской войны. Прорвавшись ко рву, атакующие обнаружили, что вертикальная стена форта заледенела, стала скользкой и совершенно неодолимой. Северяне открыли по атакующим беглый огонь, используя винтовки, пушки и ручные гранаты. Чтобы как-то подняться на стену, южане стали взбираться друг другу на плечи, и таким образом некоторым удалось взобраться на стену форта, но все они были быстро убиты или взяты в плен. Всего три полка сумели ненадолго установить свои знамёна на стене: 16-й джорджианский, 13-й миссисипский и 17-й миссисипский.

## Последствия
Уже через 20 минут после начала Лонгстрит велел прекратить атаку. Южане отступили, и после их отхода ещё около 200 человек было взято в плен внутри рва. Атака форта Сандерс стала одним из самых крупных поражений Конфедерации: они потеряли 813 человек, в то время как северяне — только 13. Эта неудача, равно как и известия о разгроме Брэгга под Чаттанугой, стала причиной снятия осады Ноксвилла. 4 декабря Лонгстрит отвёл войска. Ноксвилльская кампания завершилась неудачно; Лонгстриту не удалось разгромить Бернсайда или всерьёз помочь Брэггу. В итоге Восточное Теннесси осталось под контролем Союза до конца войны.